# Saison 2018-2019 du Pro14
Navigation
Pro14 2017-2018 Pro14 2019-2020
La saison 2018-2019 du Pro14, ou Guinness Pro14 du nom de son sponsor du moment, voit s'affronter quatorze franchises sud-africaines, écossaises, galloises, irlandaises et italiennes de rugby à XV. Le Leinster Rugby est le champion en titre.

## Liste des équipes en compétition
| Équipe                    | Entraineur                 | Capitaine                  | Stade                     |
| Franchises irlandaises    | Franchises irlandaises     | Franchises irlandaises     | Franchises irlandaises    |
| ------------------------- | -------------------------- | -------------------------- | ------------------------- |
| Connacht                  | Andy Friend                | Jarrad Butler              | Galway Sportsground       |
| Leinster                  | Leo Cullen                 | Jonathan Sexton            | RDS Arena                 |
| Munster                   | Johann van Graan           | Peter O'Mahony             | Thomond Park              |
| Ulster                    | Dan McFarland              | Rory Best                  | Kingspan Stadium          |
| Franchises galloises      |                            |                            |                           |
| Cardiff Blues             | John Mulvihill             | Ellis Jenkins              | Cardiff Arms Park         |
| Dragons                   | Bernard Jackman Ceri Jones | Cory Hill                  | Rodney Parade             |
| Scarlets                  | Wayne Pivac                | Ken Owens                  | Parc y Scarlets           |
| Ospreys                   | Allen Clarke               | Justin Tipuric             | Liberty Stadium           |
| Franchises écossaises     |                            |                            |                           |
| Édimbourg Rugby           | Richard Cockerill          | Stuart McInally            | Murrayfield               |
| Glasgow Warriors          | Dave Rennie                | Callum Gibbins Ryan Wilson | Scotstoun Stadium         |
| Franchises italiennes     |                            |                            |                           |
| Benetton Trévise          | Kieran Crowley             | Dean Budd                  | Stadio Comunale di Monigo |
| Zebre                     | Michael Bradley            | Tommaso Castello           | Stade Sergio-Lanfranchi   |
| Franchises sud-africaines |                            |                            |                           |
| Cheetahs                  | Franco Smith               | Oupa Mohojé                | Free State Stadium        |
| Southern Kings            | Deon Davids                | Mike Wilemse               | Wolfson Stadium           |

## Faits notoires
Le club italien de Benetton Trévise se qualifie pour la première fois pour la phase finale du championnat. C'est également une première pour une équipe italienne. Au coude à coude avec Édimbourg et les Scarlets jusqu'à la dernière journée, Trévise assure sa qualification grâce à une victoire bonifiée contre les Zebre. En barrages, les Italiens dominent en possession et en territoire le Munster sur leur terrain de Thomond Park, où les Irlandais n'ont pas perdu cette saison et jamais perdu dans un match à élimination. Trévise marque le seul essai de la partie contre un Munster incapable de marquer, mais doit s'incliner face aux nombreuses pénalités données aux Irlandais, après avoir raté deux drops dans les dernières minutes.
Pour la première fois depuis 2016, les franchises galloises passent à côté d'une qualification pour la phase finale. Une seule équipe galloise se qualifie, à l'issue du barrage, pour la prochaine Coupe d'Europe. À l'opposé, les quatre équipes irlandaises se qualifient pour la phase finale. Le Leinster, assuré de la première place de sa conférence dès la 16e journée, fait office de favori, ayant mis ses cadres au repos pour la fin de la saison régulière jusqu'au début des matchs à élimination directe.
Dans la conférence A, la situation est jusqu'à la 21e et dernière journée, beaucoup plus tendue entre les Glasgow Warriors et le Munster. Avec un nombre égal de victoires, le club écossais se détache de son rival irlandais au nombre de points de bonus offensifs obtenus et établit un record de points depuis l'adoption du système à deux conférences. Un record tout relatif car le Leinster a beaucoup fait tourner son effectif et laissé plusieurs points en route lors des dernières journées. 
Bien que son équipe des Cheetahs échoue à la 6e place de la conférence A, l'ailier Rabz Maxwane égale le record de 14 essais marqués en une saison, établi au cours de la Saison 2010-2011 par Tim Visser. Les saisons régulières duraient alors 22 matchs contre 21 au cours de cette saison. Un autre joueur des Cheetahs se distingue, le demi d'ouverture Tian Schoeman, qui termine la saison régulière 4e meilleur réalisateur avec 134 points, ayant marqué seulement 2 pénalités pour 59 conversions d'essai, traduisant la philosophie de jeu offensive des Cheetahs.

## Résumé des résultats

### Classement de la phase régulière
| Rang | Franchise        | J  | V  | N | D  | Bo | Bd | Pm  | Pe  | Diff | Pts |
| ---- | ---------------- | -- | -- | - | -- | -- | -- | --- | --- | ---- | --- |
| 1    | Glasgow Warriors | 21 | 16 | 0 | 5  | 15 | 2  | 621 | 380 | +241 | 81  |
| 2    | Munster          | 21 | 16 | 0 | 5  | 11 | 2  | 612 | 348 | +264 | 77  |
| 3    | Connacht         | 21 | 12 | 0 | 9  | 7  | 6  | 475 | 394 | +81  | 61  |
| 4    | Ospreys          | 21 | 12 | 0 | 9  | 6  | 4  | 445 | 404 | +41  | 58  |
| 5    | Cardiff Blues    | 21 | 10 | 0 | 11 | 7  | 7  | 497 | 451 | +46  | 54  |
| 6    | Cheetahs         | 21 | 8  | 1 | 12 | 9  | 3  | 541 | 606 | -65  | 46  |
| 7    | Zebre            | 21 | 3  | 0 | 18 | 5  | 2  | 260 | 640 | -380 | 19  |

| Rang | Franchise        | J  | V  | N | D  | Bo | Bd | Pm  | Pe  | Diff | Pts |
| ---- | ---------------- | -- | -- | - | -- | -- | -- | --- | --- | ---- | --- |
| 1    | Leinster (T)     | 21 | 15 | 1 | 5  | 12 | 2  | 672 | 385 | +287 | 76  |
| 2    | Ulster           | 21 | 13 | 2 | 6  | 6  | 1  | 441 | 424 | +17  | 63  |
| 3    | Benetton Trévise | 21 | 11 | 2 | 8  | 6  | 3  | 474 | 431 | +43  | 57  |
| 4    | Scarlets         | 21 | 10 | 0 | 11 | 7  | 5  | 510 | 470 | +40  | 52  |
| 5    | Édimbourg Rugby  | 21 | 10 | 0 | 11 | 6  | 5  | 431 | 436 | -5   | 51  |
| 6    | Dragons          | 21 | 5  | 1 | 15 | 1  | 3  | 339 | 599 | -260 | 26  |
| 7    | Southern Kings   | 21 | 2  | 1 | 18 | 5  | 7  | 385 | 735 | -350 | 22  |

|  | Qualifiés directement pour les demi-finales et la Coupe d'Europe 2019-2020 (no 1, no 2, no 3, sauf franchises sud-africaines). |
|  | Qualifiés pour les barrages et la Coupe d'Europe 2019-2020 (no 1, no 2, no 3, sauf franchises sud-africaines).                 |
|  | Qualifiés seulement pour la coupe d'Europe.                                                                                    |
|  | Barragistes pour la Coupe d'Europe 2019-2020.                                                                                  |
|  | T : tenant du titre 2018 |

Attribution des points : victoire : 4, match nul : 2, défaite : 0 ; plus les bonus (offensif : 4 essais marqués ; défensif : défaite par 7 points d'écart maximum).
Règles de classement : 1. Nombre de victoires ; 2.différence de points ; 3. nombre d'essais marqués ; 4. nombre de points marqués ; 5. différence d'essais ; 6. rencontre supplémentaire si la première place est concernée sinon nombre de cartons rouges, puis jaunes.
Règles de qualification en Coupe d'Europe : Sept clubs sont qualifiés pour la coupe d'Europe. Sont qualifiés directement les trois meilleurs clubs de chaque conférence hors clubs sud-africains, ainsi que le meilleur quatrième.

## Résultats détaillés

### Phase régulière
| Cardiff Blues    |       | 24-21 | 8-7   | 34-38 | 37-13 | 23-26 | 37-0  | 19-16 |       | 32-33 | 41-17 | 26-19 |       |       |       |
| Cheetahs         | 21-10 |       | 17-21 | 24-52 | 26-30 | 14-31 | 61-28 | 38-13 |       |       |       | 40-36 | 31-25 | 39-39 | 61-25 |
| Connacht         | 29-22 | 25-17 |       | 26-27 | 24-31 | 46-5  | 32-13 | 33-12 |       | 3-20  | 33-20 |       | 29-14 | 21-12 |       |
| Glasgow Warriors | 40-15 | 35-17 | 43-17 |       | 25-10 | 9-3   | 36-8  | 29-13 | 8-16  |       | 29-20 |       |       | 30-7  | 34-10 |
| Munster          | 45-21 | 38-0  | 27-14 | 25-24 |       | 49-13 | 31-12 |       | 44-14 | 26-17 |       | 43-0  |       | 64-7  |       |
| Ospreys          | 20-11 | 46-14 | 22-17 | 20-29 | 13-19 |       | 43-0  | 29-20 | 17-13 |       | 19-12 |       | 27-10 | 0-8   |       |
| Zebre            | 26-24 | 12-27 | 5-6   | 10-42 | 7-32  | 8-22  |       |       | 34-16 | 24-40 |       | 32-16 | 8-10  |       | 11-25 |
| Dragons          | 15-23 |       |       |       | 7-8   | 23-22 | 16-5  |       | 18-12 | 10-59 | 34-32 | 27-22 | 17-21 | 15-28 |       |
| Édimbourg Rugby  | 17-19 | 37-21 | 17-10 | 23-7  |       |       |       | 34-17 |       | 28-11 | 31-21 | 38-0  | 31-30 | 7-29  |       |
| Leinster         |       | 19-7  | 33-29 | 24-39 | 30-22 | 52-7  |       | 52-10 | 31-7  |       | 22-17 | 59-19 | 27-27 | 40-7  |       |
| Scarlets         | 5-34  | 43-21 |       |       | 10-6  | 20-17 | 42-0  | 22-13 | 12-20 | 23-21 |       | 54-14 | 38-29 | 29-12 |       |
| Southern Kings   |       | 17-24 | 14-31 | 38-28 |       | 7-43  |       | 18-18 | 25-21 | 31-38 | 34-41 |       | 19-22 | 7-28  |       |
| Benetton Trévise | 27-25 |       |       | 20-17 | 28-37 |       | 28-10 | 57-7  | 18-10 | 3-31  | 25-19 | 28-5  |       | 10-15 |       |
| Ulster           | 16-12 |       | 15-22 |       | 19-12 |       | 54-7  | 36-18 | 30-29 | 14-13 | 15-13 | 33-19 | 17-17 |       |       |

### Phase finale
|  | Barrages         | Barrages         | Barrages                              | Barrages |                                            |                  | Demi-finales                                 | Demi-finales                                 | Demi-finales                                 | Demi-finales                                 |  |  | Finale                                 | Finale                                 | Finale                                 | Finale                                 |
|  |                  |                  |                                       |          |                                            |                  |                                              |                                              |                                              |                                              |  |  |                                        |                                        |                                        |                                        |
|  |                  |                  |                                       |          |                                            |                  | Le 17 mai 2019 au Scotstoun Stadium, Glasgow | Le 17 mai 2019 au Scotstoun Stadium, Glasgow | Le 17 mai 2019 au Scotstoun Stadium, Glasgow | Le 17 mai 2019 au Scotstoun Stadium, Glasgow |  |  | Le 25 mai 2019 au Celtic Park, Glasgow | Le 25 mai 2019 au Celtic Park, Glasgow | Le 25 mai 2019 au Celtic Park, Glasgow | Le 25 mai 2019 au Celtic Park, Glasgow |
|  |                  |                  |                                       |          |                                            |                  | Le 17 mai 2019 au Scotstoun Stadium, Glasgow | Le 17 mai 2019 au Scotstoun Stadium, Glasgow | Le 17 mai 2019 au Scotstoun Stadium, Glasgow | Le 17 mai 2019 au Scotstoun Stadium, Glasgow |  |  | Le 25 mai 2019 au Celtic Park, Glasgow | Le 25 mai 2019 au Celtic Park, Glasgow | Le 25 mai 2019 au Celtic Park, Glasgow | Le 25 mai 2019 au Celtic Park, Glasgow |
|  |                  |                  |                                       |          |                                            |                  | Le 17 mai 2019 au Scotstoun Stadium, Glasgow | Le 17 mai 2019 au Scotstoun Stadium, Glasgow | Le 17 mai 2019 au Scotstoun Stadium, Glasgow | Le 17 mai 2019 au Scotstoun Stadium, Glasgow |  |  | Le 25 mai 2019 au Celtic Park, Glasgow | Le 25 mai 2019 au Celtic Park, Glasgow | Le 25 mai 2019 au Celtic Park, Glasgow | Le 25 mai 2019 au Celtic Park, Glasgow |
|  |                  |                  |                                       |          |                                            |                  | Le 17 mai 2019 au Scotstoun Stadium, Glasgow | Le 17 mai 2019 au Scotstoun Stadium, Glasgow | Le 17 mai 2019 au Scotstoun Stadium, Glasgow | Le 17 mai 2019 au Scotstoun Stadium, Glasgow |  |  | Le 25 mai 2019 au Celtic Park, Glasgow | Le 25 mai 2019 au Celtic Park, Glasgow | Le 25 mai 2019 au Celtic Park, Glasgow | Le 25 mai 2019 au Celtic Park, Glasgow |
|  |                  |                  |                                       |          |                                            |                  | Le 17 mai 2019 au Scotstoun Stadium, Glasgow | Le 17 mai 2019 au Scotstoun Stadium, Glasgow | Le 17 mai 2019 au Scotstoun Stadium, Glasgow | Le 17 mai 2019 au Scotstoun Stadium, Glasgow |  |  | Le 25 mai 2019 au Celtic Park, Glasgow | Le 25 mai 2019 au Celtic Park, Glasgow | Le 25 mai 2019 au Celtic Park, Glasgow | Le 25 mai 2019 au Celtic Park, Glasgow |
|  | Glasgow Warriors | Glasgow Warriors | 50                                    | 50       |                                            |                  |                                              |                                              |                                              |                                              |  |  | Le 25 mai 2019 au Celtic Park, Glasgow | Le 25 mai 2019 au Celtic Park, Glasgow | Le 25 mai 2019 au Celtic Park, Glasgow | Le 25 mai 2019 au Celtic Park, Glasgow |
|  | Glasgow Warriors | Glasgow Warriors | 50                                    | 50       | Le 4 mai 2019 au Kingspan Stadium, Belfast |                  |                                              |                                              |                                              |                                              |  |  | Le 25 mai 2019 au Celtic Park, Glasgow | Le 25 mai 2019 au Celtic Park, Glasgow | Le 25 mai 2019 au Celtic Park, Glasgow | Le 25 mai 2019 au Celtic Park, Glasgow |
|  |                  |                  | Ulster                                | Ulster   | 20                                         | 20               |                                              |                                              |                                              |                                              |  |  | Le 25 mai 2019 au Celtic Park, Glasgow | Le 25 mai 2019 au Celtic Park, Glasgow | Le 25 mai 2019 au Celtic Park, Glasgow | Le 25 mai 2019 au Celtic Park, Glasgow |
|  | Ulster           | Ulster           | Ulster                                | Ulster   | 20                                         | 20               | 21                                           | 21                                           |                                              |                                              |  |  | Le 25 mai 2019 au Celtic Park, Glasgow | Le 25 mai 2019 au Celtic Park, Glasgow | Le 25 mai 2019 au Celtic Park, Glasgow | Le 25 mai 2019 au Celtic Park, Glasgow |
|  | Ulster           | Ulster           | Le 18 mai 2019 à la RDS Arena, Dublin |          |                                            |                  | 21                                           | 21                                           |                                              |                                              |  |  | Le 25 mai 2019 au Celtic Park, Glasgow | Le 25 mai 2019 au Celtic Park, Glasgow | Le 25 mai 2019 au Celtic Park, Glasgow | Le 25 mai 2019 au Celtic Park, Glasgow |
|  | Connacht         | Connacht         | 13                                    | 13       |                                            |                  |                                              |                                              |                                              |                                              |  |  | Le 25 mai 2019 au Celtic Park, Glasgow | Le 25 mai 2019 au Celtic Park, Glasgow | Le 25 mai 2019 au Celtic Park, Glasgow | Le 25 mai 2019 au Celtic Park, Glasgow |
|  | Connacht         | Connacht         | 13                                    | 13       | Glasgow Warriors                           | Glasgow Warriors | 15                                           | 15                                           |                                              |                                              |  |  |                                        |                                        |                                        |                                        |
|  |                  |                  |                                       |          | Glasgow Warriors                           | Glasgow Warriors | 15                                           | 15                                           |                                              |                                              |  |  |                                        |                                        |                                        |                                        |
|  |                  |                  | Leinster                              | Leinster | 18                                         | 18               |                                              |                                              |                                              |                                              |  |  |                                        |                                        |                                        |                                        |
|  |                  |                  |                                       |          | 18                                         | 18               |                                              |                                              |                                              |                                              |  |  |                                        |                                        |                                        |                                        |
|  |                  |                  |                                       |          |                                            |                  |                                              |                                              |                                              |                                              |  |  |                                        |                                        |                                        |                                        |
|  |                  |                  |                                       |          |                                            |                  |                                              |                                              |                                              |                                              |  |  |                                        |                                        |                                        |                                        |
|  | Leinster         | Leinster         | 24                                    | 24       |                                            |                  |                                              |                                              |                                              |                                              |  |  |                                        |                                        |                                        |                                        |
|  | Leinster         | Leinster         | 24                                    | 24       | Le 4 mai 2019 au Thomond Park, Limerick    |                  |                                              |                                              |                                              |                                              |  |  |                                        |                                        |                                        |                                        |
|  |                  |                  | Munster                               | Munster  | 9                                          | 9                |                                              |                                              |                                              |                                              |  |  |                                        |                                        |                                        |                                        |
|  | Munster          | Munster          | Munster                               | Munster  | 9                                          | 9                | 15                                           | 15                                           |                                              |                                              |  |  |                                        |                                        |                                        |                                        |
|  | Munster          | Munster          |                                       |          |                                            |                  |                                              | 15                                           |                                              |                                              |  |  |                                        |                                        |                                        |                                        |
|  | Benetton Trévise | Benetton Trévise | 13                                    | 13       |                                            |                  |                                              |                                              |                                              |                                              |  |  |                                        |                                        |                                        |                                        |
|  | Benetton Trévise | Benetton Trévise | 13                                    | 13       |                                            |                  |                                              |                                              |                                              |                                              |  |  |                                        |                                        |                                        |                                        |
|  |                  |                  |                                       |          |                                            |                  |                                              |                                              |                                              |                                              |  |  |                                        |                                        |                                        |                                        |

#### Barrages
| 4 mai 2019 17 h 35 | Ulster | 21 – 13 (11 - 3) | Connacht                                                                                  | Kingspan Stadium, Belfast 15 215 spectateurs Arbitre : Andrew Brace |
| 4 mai 2019 17 h 35 | Essai(s) : 2 Timoney (16e), Coetzee (79e) Transformation(s) : 1 Burns (80e) Pénalité(s) : 3 Cooney (6e, 40e+2, 63e) |                  | Essai(s) : 1 Aki (56e) Transformation(s) : 1 Carty (57e) Pénalité(s) : 2 Carty (31e, 69e) | Kingspan Stadium, Belfast 15 215 spectateurs Arbitre : Andrew Brace |
| 4 mai 2019 17 h 35 | |                  |                                                                                           | Kingspan Stadium, Belfast 15 215 spectateurs Arbitre : Andrew Brace |

| 4 mai 2019 15 h 00 | Munster                                                        | 15 – 13 (3 - 10) | Benetton Trévise                                                                                 | Thomond Park, Limerick 10 042 spectateurs Arbitre : Nigel Owens |
| 4 mai 2019 15 h 00 | Pénalité(s) : 5 Bleyendaal (24e, 45e) Hanrahan (64e, 67e, 78e) |                  | Essai(s) : 1 Ratuva (40e+1) Transformation(s) : 1 Allan (40e+2) Pénalité(s) : 2 Allan (27e, 61e) | Thomond Park, Limerick 10 042 spectateurs Arbitre : Nigel Owens |
| 4 mai 2019 15 h 00 |                                                                |                  |                                                                                                  | Thomond Park, Limerick 10 042 spectateurs Arbitre : Nigel Owens |

#### Demi-finales
| 17 mai 2019 19 h 35 | Glasgow Warriors | 50 – 20 (24 - 3) | Ulster | Scotstoun Stadium, Glasgow 10 000 spectateurs Arbitre : John Lacey |
| 17 mai 2019 19 h 35 | Essai(s) : 7 Seymour (3e, 55e), Price (18e), Harley (39e), Steyn (58e), P. Horne (68e), G. Horne (76e) Transformation(s) : 6 Hastings (4e, 19e, 40e, 59e, 69e, 77e) Pénalité(s) : 1 Hastings (29e) |                  | Essai(s) : 3 Coetzee (61e), Herring (72e), Lowry (80e) Transformation(s) : 1 Burns (72e) Pénalité(s) : 1 Cooney (31e) | Scotstoun Stadium, Glasgow 10 000 spectateurs Arbitre : John Lacey |
| 17 mai 2019 19 h 35 | |                  | | Scotstoun Stadium, Glasgow 10 000 spectateurs Arbitre : John Lacey |

| 18 mai 2019 14 h 30 | Leinster | 24 – 9 (9 - 6) | Munster                                                                    | RDS Arena, Dublin 18 977 spectateurs Arbitre : Mike Adamson |
| 18 mai 2019 14 h 30 | Essai(s) : 2 Cronin (55e), Lowe (80e) Transformation(s) : 1 Byrne (56e) Pénalité(s) : 4 Byrne (4e, 36e, 40e+7, 46e) Carton(s) jaune(s) : Lowe (26e) |                | Pénalité(s) : 3 Carbery (7e, 26e, 51e) Carton(s) jaune(s) : Scannell (45e) | RDS Arena, Dublin 18 977 spectateurs Arbitre : Mike Adamson |
| 18 mai 2019 14 h 30 | |                |                                                                            | RDS Arena, Dublin 18 977 spectateurs Arbitre : Mike Adamson |

#### Finale
Le Celtic Park de Glasgow accueille la finale du Pro14 pour la première fois. Le choix s'est porté sur cette enceinte avant même la fin de la Saison 2017-2018. C'est aussi la première fois que la finale du championnat investit un terrain habituellement réservé au football. Le Celtic Park est le deuxième plus grand stade, en termes de capacité, choisi pour accueillir la finale après Murrayfield.
Les deux équipes annoncent la composition de la feuille de match la veille de la rencontre. L'entraîneur des Glasgow Warriors, Dave Rennie, opte pour un XV de départ strictement identique à celui qui a largement battu l'Ulster en demi-finale, le seul changement étant l'entrée de Siua Halnukonuka sur le banc des remplaçants. Leo Cullen, entraîneur du Leinster, réalise trois changements par rapport au XV qui a battu le Munster en demi-finale : Rob Kearney, Scott Fardy et le capitaine Jonathan Sexton font leur entrée. Le match aura un goût d'Écosse-Irlande, avec 11 internationaux écossais et 13 internationaux irlandais dans le XV de départ des deux équipes. 
Avec l'introduction du système à deux conférences, Glasgow et le Leinster ne se sont affrontés qu'une fois de la saison, sur le terrain du Leinster. Glasgow, à la lutte avec le Munster pour la première place de sa conférence, l'avait emporté sur un Leinster déjà assuré de sa première place (24-39). C'est la deuxième fois que les deux équipes s'affrontent en finale du championnat. En 2014, le Leinster s'était nettement imposé sur le score de 34-12. Glasgow n'a par ailleurs jamais battu le Leinster en match à élimination directe dans le championnat : en 2012 et en 2013, le Leinster avait battu Glasgow en demi-finale sur les scores de 19-15 et 17-15. Lors de ces trois rencontres, le Leinster recevait sur son terrain de la RDS Arena.
Le Leinster s'impose sur un score serré devant un public record pour la finale du championnat et presque tout entier acquis à la cause de l'équipe de Glasgow. Les conditions pluvieuses auront légèrement inhibé les ambitions de jeu de Glasgow, très portées vers le jeu de trois quarts, tandis que le Leinster produit un jeu habituel de possession et de nombreuses phases de jeu. Fraser Brown et Stuart Hogg, pour son dernier match avec les Warriors, sont sortis sur blessure.
| 25 mai 2019 18 h 30 | Glasgow Warriors | 15 – 18 (10 - 15) | Leinster | Celtic Park, Glasgow 47 128 spectateurs Arbitre : Nigel Owens John Lacey (assistant) Mike Adamson (assistant) |
| 25 mai 2019 18 h 30 | Essai(s) : 2 M. Fagerson (14e), Stewart (76e) Transformation(s) : 1 Hastings (15e) Pénalité(s) : 1 Hastings (23e) Carton(s) jaune(s) : Steyn (50e) |                   | Essai(s) : 2 Ringrose (16e), Healy (28e) Transformation(s) : 1 Sexton (30e) Pénalité(s) : 2 Sexton (36e, 52e) Carton(s) jaune(s) : Kearney (66e) | Celtic Park, Glasgow 47 128 spectateurs Arbitre : Nigel Owens John Lacey (assistant) Mike Adamson (assistant) |
| 25 mai 2019 18 h 30 | |                   | | Celtic Park, Glasgow 47 128 spectateurs Arbitre : Nigel Owens John Lacey (assistant) Mike Adamson (assistant) |

### Barrage d'accession à la Coupe d'Europe
| 18 mai 2019 19 h 30 | Ospreys | 21 – 10 (14 - 10) | Scarlets                                                                                           | Liberty Stadium, Swansea 8 489 spectateurs Arbitre : Ben Whitehouse |
| 18 mai 2019 19 h 30 | Essai(s) : 3 North (9e), Cracknell (18e), Dirksen (71e) Transformation(s) : 3 S. Davies (10e, 19e), Price (71e) Carton(s) jaune(s) : Dirksen (34e) |                   | Essai(s) : 1 J. Davies (34e) Transformation(s) : 1 Halfpenny (36e) Pénalité(s) : 1 Halfpenny (14e) | Liberty Stadium, Swansea 8 489 spectateurs Arbitre : Ben Whitehouse |
| 18 mai 2019 19 h 30 | |                   | | Liberty Stadium, Swansea 8 489 spectateurs Arbitre : Ben Whitehouse |

## Statistiques

### Meilleurs réalisateurs
| Rang | Joueur          | Club             | Poste            | Points | Essais | Transf. | Pén. | Drops |
| ---- | --------------- | ---------------- | ---------------- | ------ | ------ | ------- | ---- | ----- |
| 1    | Jack Carty      | Connacht Rugby   | Demi d'ouverture | 157    | 4      | 31      | 24   | 1     |
| 2    | Sam Davies      | Ospreys          | Demi d'ouverture | 153    | 1      | 29      | 26   | 4     |
| 3    | Gareth Anscombe | Cardiff Blues    | Demi d'ouverture | 143    | 3      | 28      | 24   | 0     |
| 4    | Adam Hastings   | Glasgow Warriors | Demi d'ouverture | 136    | 2      | 45      | 12   | 0     |
| 5    | Tian Schoeman   | Cheetahs         | Demi d'ouverture | 134    | 2      | 59      | 2    | 0     |

### Meilleurs marqueurs
| Rang | Joueur              | Club             | Poste         | Essais |
| ---- | ------------------- | ---------------- | ------------- | ------ |
| 1    | Rabz Maxwane        | Cheetahs         | Ailier        | 14     |
| 2    | Johnny McNicholl    | Scarlets         | Ailier        | 11     |
| 3    | Daniel Evans        | Ospreys          | Arrière       | 10     |
| 3    | Shaun Venter        | Cheetahs         | Demi de mêlée | 10     |
| 5    | Duhan van der Merwe | Édimbourg Rugby  | Ailier        | 9      |
| 5    | George Horne        | Glasgow Warriors | Demi de mêlée | 9      |

## Récompenses
Une cérémonie des Prix est organisée le 5 mai 2019 à Dublin pour récompenser les joueurs et entraîneur ayant marqué la saison. Les trois premiers prix sont attribués par élection à partir d'une pré-sélection de trois joueurs ou de trois entraîneurs, le prix du président est un prix d'honneur, attribué à une personnalité choisie, les prix suivants récompensent les meilleurs joueurs suivant certaines statistiques. L'équipe-type du championnat est choisie durant la semaine précédant la finale.
| Distinction               | Lauréat           | Club             |
| ------------------------- | ----------------- | ---------------- |
| Joueur de la saison       | Viliame Mata      | Édimbourg Rugby  |
| Entraîneur de la saison   | Kieran Crowley    | Benetton Trévise |
| Jeune joueur de la saison | Adam Hastings     | Glasgow Warriors |
| Prix du président         | Ross Ford         | Édimbourg Rugby  |
| Meilleur marqueur         | Rabz Maxwane      | Cheetahs         |
| Golden Boot               | Jaco van der Walt | Édimbourg Rugby  |
| Tackle Machine            | James King        | Ospreys          |
| Turnover King             | Olly Robinson     | Cardiff Blues    |
| Iron Man                  | Tian Schoeman     | Cheetahs         |

| Poste                  | Joueurs                            | Joueurs                            | Joueurs                            | Joueurs                               | Joueurs                               | Joueurs                               |
| ---------------------- | ---------------------------------- | ---------------------------------- | ---------------------------------- | ------------------------------------- | ------------------------------------- | ------------------------------------- |
| Arrière                | [15] Daniel Evans (Ospreys)        | [15] Daniel Evans (Ospreys)        | [15] Daniel Evans (Ospreys)        | [15] Daniel Evans (Ospreys)           | [15] Daniel Evans (Ospreys)           | [15] Daniel Evans (Ospreys)           |
| Trois quarts ailes     | [14] Monty Ioane (Trévise)         | [14] Monty Ioane (Trévise)         | [14] Monty Ioane (Trévise)         | [11] Rabz Maxwane (Cheetahs)          | [11] Rabz Maxwane (Cheetahs)          | [11] Rabz Maxwane (Cheetahs)          |
| Trois quarts centres   | [13] Rey Lee-Lo (Cardiff Blues)    | [13] Rey Lee-Lo (Cardiff Blues)    | [13] Rey Lee-Lo (Cardiff Blues)    | [12] Stuart McCloskey (Ulster)        | [12] Stuart McCloskey (Ulster)        | [12] Stuart McCloskey (Ulster)        |
| Charnière              | [10] Jack Carty (Connacht)         | [10] Jack Carty (Connacht)         | [10] Jack Carty (Connacht)         | [9] John Cooney (Ulster)              | [9] John Cooney (Ulster)              | [9] John Cooney (Ulster)              |
| Troisième ligne centre | [8] Viliame Mata (Édimbourg Rugby) | [8] Viliame Mata (Édimbourg Rugby) | [8] Viliame Mata (Édimbourg Rugby) | [8] Viliame Mata (Édimbourg Rugby)    | [8] Viliame Mata (Édimbourg Rugby)    | [8] Viliame Mata (Édimbourg Rugby)    |
| Troisième ligne aile   | [7] Colby Fainga'a (Connacht)      | [7] Colby Fainga'a (Connacht)      | [7] Colby Fainga'a (Connacht)      | [6] Peter O'Mahony (Munster)          | [6] Peter O'Mahony (Munster)          | [6] Peter O'Mahony (Munster)          |
| Deuxième ligne         | [5] Scott Fardy (Leinster)         | [5] Scott Fardy (Leinster)         | [5] Scott Fardy (Leinster)         | [4] Tadhg Beirne (Munster)            | [4] Tadhg Beirne (Munster)            | [4] Tadhg Beirne (Munster)            |
| Piliers                | [3] Zander Fagerson (Glasgow)      | [3] Zander Fagerson (Glasgow)      | [3] Zander Fagerson (Glasgow)      | [1] Pierre Schoeman (Édimbourg Rugby) | [1] Pierre Schoeman (Édimbourg Rugby) | [1] Pierre Schoeman (Édimbourg Rugby) |
| Talonneur              | [2] Ken Owens (Scarlets)           | [2] Ken Owens (Scarlets)           | [2] Ken Owens (Scarlets)           | [2] Ken Owens (Scarlets)              | [2] Ken Owens (Scarlets)              | [2] Ken Owens (Scarlets)              |